# Делегат (программирование)
Делегат (англ. delegate) — класс, который позволяет хранить в себе ссылку на метод с определённой сигнатурой (порядком и типами принимаемых и типом возвращаемого значений) произвольного класса. Экземпляры делегатов содержат ссылки на конкретные методы конкретных классов.
Делегаты используются, в частности, для определения прототипа функции обратного вызова, например, в событийной модели .NET Framework.

## Делегаты в C#

### Описание
Из объявления типа делегата компилятор генерирует класс, производный от System.MulticastDelegate. Таким образом, сигнатура функции, принимающей делегат в качестве аргумента, может выглядеть так:
```
public
 
MyFunction
 
(
Delegate
 
anotherFunction
);

```

Дополнительной особенностью делегатов является то, что их можно вызывать  асинхронно, с помощью метода BeginInvoke(). В этом случае в пуле потоков подбирается свободный и указанная функция выполняется параллельно в его контексте. Количество потоков в пуле ограничено (в текущей реализации .NET их 25), и остальные вызовы будут ждать своей очереди.

### Пример объявления и использования делегата
```
using
 
System
;

    

// Объявление делегата

delegate
 
void
 
MyDelegate
(
string
 
a
);

    

class
 
DelegateExample

{

    
static
 
void
 
Func
(
string
 
param
)

    
{

        
Console
.
WriteLine
(
"Вызвана функция с параметром {0}."
,
 
param
);

    
}

        

    
public
 
static
 
void
 
Main
()

    
{

        
// Создание экземпляра делегата

        
MyDelegate
 
f
 
=
 
new
 
MyDelegate
(
Func
);

        
// Вызов функции

        
f
(
"hello"
);

    
}

}

```

Пример выводит на консоль строку «Вызвана функция с параметром hello.».